# 東北貨物線
東北貨物線（とうほくかもつせん）は、東日本旅客鉄道（JR東日本）東北本線の線路の一部で、東京都北区の田端駅（田端信号場駅）から埼玉県さいたま市の大宮駅間で過去に貨物列車の専用線路（貨物線）として運用されてきた東北本線の複線の通称である。
現在は湘南新宿ラインや東武線直通特急「日光」「きぬがわ」などの旅客列車も当線路を走行する。

## 概要
東北貨物線は、現在のJRグループの前身である日本国有鉄道（国鉄）時代の1984年（昭和59年）2月1日ダイヤ改正で定期旅客列車の運行が開始されたが、それ以前は主に貨物列車の運行に供されていた線路であった。このため、この線路は一般的に「東北貨物線」の通称で呼ばれる。
東北貨物線は、田端信号場駅構内で池袋駅方面からの山手貨物線と合流し、田端信号場駅付近から王子駅付近までは東北本線の電車線（京浜東北線の線路、複線）と複々線を成し、王子駅付近から北浦和駅付近までは電車線（複線）に加え、列車線（宇都宮線・高崎線列車の線路、複線）と6線を成す。さらに、北浦和駅付近から大宮操車場間では武蔵野線大宮支線（複線）も合わせ、8線となる。
下り線は大宮駅の北側構内で高崎線方面と分岐して宇都宮線下り線と合流し、その北側で高崎線方面への分岐線から東大宮操車場への東北本線回送線が分岐する。上り線は大宮駅の南側構内で宇都宮線上り線から分岐して東北本線回送線と高崎線上り線からの分岐線が合流して貨物線となり、高崎線上り線と東北本線（宇都宮線）下り線を潜って大宮操車場に入る。また田端信号場駅では三河島駅・隅田川駅方面に通じる常磐線の貨物支線と接続されている。
なお、当線路敷設以前は東北本線貨物列車は現在の列車線（旅客線）を共用して走行していたが、東京付近の都市化に伴って線路容量の増大を目的として建設され、当線路の完成により同区間の貨客分離が完了した。敷設当初は秋葉原駅と王子駅間を結ぶ線路が主経路であったが、その後山手線の複々線化に際し、当時道灌山トンネルを経て駒込駅方面と田端駅方面を結んでいた山手線線路（複線）の外側に電車線（複線）を増設、旧線は列車線として道灌山トンネルを閉鎖、現在の中里トンネルを経由して王子駅方面と山手線駒込駅方面とが直結するようになった。昭和期の武蔵野線開業によって東北・信越貨物列車は大宮駅 - 武蔵野線 - 東海道線・総武線方面を経るようになり、東北貨物線の走行列車数は減少した。
国鉄時代に赤羽を終着とする東北本線・高崎線中電（中距離電車）が設定され、JR発足翌年の1988年（昭和63年）のダイヤ改正では池袋まで旅客列車の運行が拡大、2001年（平成13年）には湘南新宿ラインが新設されてその走行経路の一部となり、頻繁に旅客列車が運行されるようになった。現在は日本貨物鉄道（JR貨物）が東北・信越方面と東京・東海・山陽・九州方面を結ぶ貨物列車を運行しているほか、JR東日本が湘南新宿ラインのほか東武線直通特急を運行している。

## 主な運行列車
詳細は各列車項目を参照。
- 貨物列車
  - 東北本線、高崎線・上越線貨物列車（隅田川駅・東京貨物ターミナル駅等発着列車）
  - 東北本線、高崎上越線 - 武蔵野線大宮支線 - 武蔵野線方面貨物列車（川崎貨物駅・東京貨物ターミナル駅・千葉貨物駅等発着列車）
- 湘南新宿ライン
- 特急列車
  - 日光・きぬがわ・スペーシア日光・スペーシアきぬがわ
  - あかぎ・スワローあかぎ
- 大宮駅 - 武蔵野線大宮支線 - 武蔵野線直通列車
  - むさしの号
  - しもうさ号

## 過去の列車
- 成田エクスプレス：大宮発着列車も運行されていたが、2022年ダイヤ改正で新宿発着に短縮され東北貨物線では運行されなくなった。

## 歴史
- 1927年（昭和2年）12月20日：田端駅 - 王子駅間が開業。
- 1929年（昭和4年）
  - 6月20日：王子駅 - 赤羽駅間が開業。
  - 12月15日：赤羽駅 - 蕨駅間が開業。
- 1931年（昭和6年）12月1日：蕨駅 - 与野駅間が開業。
- 1932年（昭和7年）7月15日：与野駅 - 大宮駅間が開業。これにより田端駅から大宮駅までの貨物線が全線開業、同区間の貨客分離が完了。
- 1940年代 ： 大宮操車場開設。
- 1961年（昭和36年）2月17日：大宮駅の貨物取扱業務と操車場業務が分離され、大宮操車場が大宮操駅（貨物駅）となる。
- 1973年（昭和48年）4月1日：武蔵野線開業。与野駅 - 西浦和駅間に武蔵野線大宮支線開設。
- 1984年（昭和59年）2月1日：赤羽駅 - 大宮駅間で、平日朝ラッシュ時に東北本線・高崎線の中距離電車の乗り入れを開始。赤羽駅の貨物線上に旅客ホームを新設。
- 1986年（昭和61年）11月1日：大宮操駅が大宮操車場に再度変更。
- 1988年（昭和63年）3月13日：東北本線・高崎線中距離電車の山手貨物線経由池袋駅発着列車が設定される。終日毎時1本程度の運行。
- 1994年（平成6年）2月4日：赤羽駅構内を除く、池袋駅 - 大宮駅間でATS-Pを導入[2]。
- 1997年（平成9年）1月10日：大宮操車場が臨時駅の大宮操駅に変更（1998年まで）。
- 1998年（平成10年）
  - 4月26日：赤羽駅の高架化が完成[3]。
  - 12月8日：「成田エクスプレス」が全線に乗り入れ開始。
- 2001年（平成13年）12月1日：池袋発着列車の運転系統が拡大され、東海道本線・横須賀線への直通運転開始。この運転系統に「湘南新宿ライン」の愛称が与えられる。
- 2004年（平成16年）12月19日：池袋駅 - 大宮駅間で東京圏輸送管理システム (ATOS) 使用開始[4]。
- 2010年（平成22年）12月4日：「しもうさ」運行開始。
- 2013年（平成25年）3月16日：浦和駅の貨物線上に旅客ホームを新設。

## 駅一覧
- 累計営業キロは東京駅からのもの。
- 接続路線は、当貨物線から乗り入れが可能な路線に限って記述する。
- 旅客ホーム … ●：貨物線上に旅客ホームが存在（湘南新宿ライン列車などが使用）、△：貨物線上には無いが、旅客線上にホームが存在、空白：旅客ホームなし

| 駅番号 | 駅名         | 駅間 営業キロ | 累計 営業キロ | 旅客ホーム | 接続路線・備考                                               | 所在地           | 所在地      |
| ------ | ------------ | ------------- | ------------- | ---------- | ------------------------------------------------------------ | ---------------- | ----------- |
|        | 田端信号場駅 | -             | 7.1           |            | 東日本旅客鉄道：山手貨物線・常磐線貨物支線（三河島駅方面）   | 東京都 北区      | 東京都 北区 |
| JS 22  | 赤羽駅       | 6.1           | 13.2          | ●          |                                                              | 東京都 北区      | 東京都 北区 |
| JS 23  | 浦和駅       | 11.0          | 24.2          | ●          |                                                              | 埼玉県さいたま市 | 浦和区      |
|        | 与野駅       | 3.4           | 27.6          | △          | 東日本旅客鉄道：武蔵野線大宮支線（西浦和駅・武蔵浦和駅方面） | 埼玉県さいたま市 | 浦和区      |
|        | 大宮操車場   | 1.8           | 29.4          |            | さいたま新都心駅 - 大宮駅間に存在                            | 埼玉県さいたま市 | 大宮区      |
| JS 24  | 大宮駅       | 0.9           | 30.3          | ●          | 東日本旅客鉄道：東北本線（宇都宮方面）・高崎線・川越線       | 埼玉県さいたま市 | 大宮区      |

- 川口駅付近に東北旅客線との渡り線があり浦和駅の工事の際に利用されていた。現在では、旅客線が不通になった際に、上野東京ラインが迂回運転する場合がある。

### 過去の接続路線
- 田端信号場駅：東北本線貨物支線（北王子線）